# Tipasodes metarhoda
Tipasodes metarhoda är en fjärilsart som beskrevs av Turner. Tipasodes metarhoda ingår i släktet Tipasodes och familjen nattflyn. Inga underarter finns listade i Catalogue of Life.